# Caterina di Lancaster
Caterina di Lancaster (Hertford, 31 marzo 1373 – Valladolid, 2 giugno 1418) principessa della casa reale inglese, fu regina consorte di Castiglia e León dal 1393 al 1406 e poi dal 1406 alla sua morte reggente per il figlio, il re Giovanni II, ancora minorenne.

## Origine[1][2][3]
Figlia primogenita del duca di Lancaster, Giovanni (figlio quartogenito del re d'Inghilterra, Edoardo III e di Filippa di Hainaut) e della sua seconda moglie, Costanza di Castiglia (figlia di Pietro I il Crudele e di Maria di Padilla). Caterina era la sorellastra di Enrico IV, futuro re d'Inghilterra.

## Biografia
Nel 1386 suo padre, Giovanni Plantageneto, I duca di Lancaster (zio del re d'Inghilterra Riccardo II), aspirante al trono di Castiglia perché marito della figlia di Pietro I di Castiglia, Costanza, alla notizia della Battaglia di Aljubarrota, decise di difendere con le armi le sue rivendicazioni al trono di Castiglia; dopo che, il 9 maggio 1386, fu firmato il trattato di Windsor tra Giovanni I del Portogallo e Riccardo II d'Inghilterra, il duca di Lancaster, a luglio sbarcò a La Coruña e invase la Galizia e si incontrò col re del Portogallo.
La campagna anglo-portoghese fu poco proficua e, dopo un secondo tentativo di invasione, del 1387, fu accettata la proposta di pace dei castigliani: il trattato di pace siglato, a Bayonne, nel luglio 1388, proposto dal re di Castiglia e León, Giovanni I, stabiliva, oltre a una tregua col Portogallo della durata di tre anni, un cospicuo indennizzo al duca di Lancaster, per le spese sostenute, la rinuncia di Giovanni Plantageneto al trono di Castiglia ed il matrimonio tra sua figlia Caterina (nipote di Pietro I di Castiglia), e l'erede al trono di Castiglia, Enrico, ristabilendo così la legittimità della dinastia dei Trastámara, sul trono di Castiglia.
L'impegno di matrimonio fu confermato a Palencia, il 17 settembre di quello stesso anno, ponendo così ufficialmente fine ai contrasti tra la casa di Trastamara e i discendenti di Pietro il Crudele, e nello stesso giorno, Enrico fu creato principe delle Asturie, titolo che contrassegnava l'erede al trono di Castiglia e da quella data fu mantenuto sino ai giorni nostri.
Il futuro marito, Enrico, alla morte del padre, Giovanni I, nel 1390, era divenuto re Enrico III, e nel 1393, dichiarato maggiorenne, aveva assunto il potere effettivo.
Nel febbraio del 1393, Caterina di Lancaster, sposò nella cattedrale di Madrid Enrico III, figlio primogenito del re di Castiglia e León, Giovanni I di Trastamara e della sua prima moglie, Eleonora d'Aragona (1358 – 1382).
Enrico, di salute malferma, che negli ultimi anni della sua breve vita aveva dovuto delegare parte del suo potere al fratello Ferdinando, il futuro re di Aragona, morì a Toledo, il 25 dicembre del 1406, mentre stava preparando una nuova campagna contro i Mori del regno di Granada e Caterina assunse la reggenza, per il figlio Giovanni II, di circa due anni di età, assieme al cognato, Ferdinando.
I reggenti si divisero il regno di Castiglia, Caterina governava il nord: Galizia, Asturie, Cantabria, la Rioja, León e il nord della Castiglia (vecchia Castiglia), mentre Ferdinando ebbe il governo di: Estremadura, parte dell'Andalusia parte della Murcia ed il sud della Castiglia (nuova Castiglia).
Le restanti parti dell'Andalusia e della Murcia erano in mano ai Mori del regno di Granada, governato dalla dinastia dei Nasridi.
Mentre Federico nella veste di reggente, efficacemente coadiuvato, si distinse per la sua prudente gestione degli affari di Stato; proseguì la guerra contro il regno di Granada, iniziata da suo fratello Enrico III e si comportò con molto valore alla conquista di Antequera, tanto che gli fu dato il soprannome di el d'Antequera.
Caterina invece si appoggiò ad un consiglio della corona, non governò altrettanto bene, anche perché si affidò ad una consigliera, Eleonora Lopez di Cordova, che le era diventata molto intima e a quanto pare, anche molto astuta, si arricchì, aumentando le sue proprietà sino a che, nel 1412, fu fermata e allontanata dalla corte.

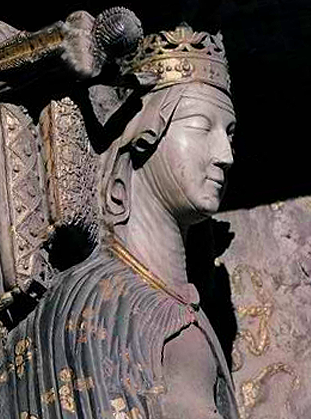
Statua di Caterina sulla sua tomba

Dopo il compromesso di Caspe (1412), suo cognato, Ferdinando divenne re della corona d'Aragona, dovette abbandonare la Castiglia per l'Aragona e Caterina, rimase unica reggente, sempre coadiuvata da un consiglio della corona. Comunque Ferdinando lasciò i figli Alfonso (il futuro re d'Aragona Alfonso V), Giovanni (il futuro re d'Aragona e di Navarra, Giovanni II) ed Enrico, detti gli infanti d'Aragona, in Castiglia a prendere il suo posto alla guida della famiglia (Trastamara) reale di Castiglia (come da espressa volontà del defunto re Enrico III l'Infermo), facendo parte del consiglio reale di Giovanni II, che aiutava la reggente, Caterina.
Gli infanti d'Aragona costantemente in lotta con le fazioni di nobili che si opponevano alla loro invadenza, non aiutarono molto la loro zia Caterina, anche quando Alfonso, nel 1416, alla morte del padre, dovette lasciare la Castiglia per ricevere la corona d'Aragona. 
Caterina si spense, il 2 giugno del 1418, nella città di Valladolid. Fu tumulata nella Cappella dei re Nuovi della cattedrale di Toledo, dove già era stato tumulato il marito, Enrico III, che giaceva accanto al padre Giovanni I ed al nonno Enrico II.
 Sull'epitafio di Caterina fu scritto che fu regina di Castiglia e per merito suo fu, per sempre, portata la pace nel regno di Castiglia.

## Discendenza[5][9][3][10]
Caterina ad Enrico diede tre figli:
- Maria di Castiglia (1401-1458), nel 1415, sposò l'erede al trono della corona d'Aragona, il cugino primo, Alfonso V
- Caterina di Castiglia (1403- Saragozza 19 ottobre 1439), sposò, nel 1420, il cugino primo, Enrico, Gran Maestro dell'Ordine di Santiago, fu duchessa di Villena. morì di parto;
- Giovanni II (1405-1454), re di Castiglia e León, dal 1406.

## Ascendenza
|                                            |                         |                                                | Genitori                                          |  |  | Nonni |  |  | Bisnonni                 |  |  | Trisnonni               |  |
|                                            |                         |                                                |                                                   |  |  |       |  |  | Edoardo II d'Inghilterra |  |  | Edoardo I d'Inghilterra |  |
|                                            |                         |                                                |                                                   |  |  |       |  |  | Edoardo II d'Inghilterra |  |  | Edoardo I d'Inghilterra |  |
|                                            |                         | Eleonora di Castiglia                          |                                                   |  |  |       |  |  | Edoardo II d'Inghilterra |  |  |                         |  |
| Edoardo III d'Inghilterra                  |                         |                                                |                                                   |  |  |       |  |  | Edoardo II d'Inghilterra |  |  |                         |  |
|                                            |                         | Isabella di Francia                            | Filippo IV di Francia                             |  |  |       |  |  |                          |  |  |                         |  |
|                                            |                         | Isabella di Francia                            | Filippo IV di Francia                             |  |  |       |  |  |                          |  |  |                         |  |
|                                            |                         | Isabella di Francia                            | Giovanna I di Navarra                             |  |  |       |  |  |                          |  |  |                         |  |
| Giovanni Plantageneto, I duca di Lancaster |                         | Isabella di Francia                            |                                                   |  |  |       |  |  |                          |  |  |                         |  |
|                                            |                         | Guglielmo I di Hainaut                         | Giovanni I di Hainaut                             |  |  |       |  |  |                          |  |  |                         |  |
|                                            |                         | Guglielmo I di Hainaut                         | Giovanni I di Hainaut                             |  |  |       |  |  |                          |  |  |                         |  |
|                                            |                         | Guglielmo I di Hainaut                         | Filippa di Lussemburgo                            |  |  |       |  |  |                          |  |  |                         |  |
| Filippa di Hainaut                         |                         | Guglielmo I di Hainaut                         |                                                   |  |  |       |  |  |                          |  |  |                         |  |
|                                            |                         | Giovanna di Valois (1294-1342)                 | Carlo di Valois                                   |  |  |       |  |  |                          |  |  |                         |  |
|                                            |                         | Giovanna di Valois (1294-1342)                 | Carlo di Valois                                   |  |  |       |  |  |                          |  |  |                         |  |
|                                            |                         | Giovanna di Valois (1294-1342)                 | Margherita d'Angiò, contessa di Valois            |  |  |       |  |  |                          |  |  |                         |  |
| Caterina di Lancaster                      |                         | Giovanna di Valois (1294-1342)                 |                                                   |  |  |       |  |  |                          |  |  |                         |  |
|                                            | Alfonso XI di Castiglia | Ferdinando IV di Castiglia                     |                                                   |  |  |       |  |  |                          |  |  |                         |  |
|                                            | Alfonso XI di Castiglia | Ferdinando IV di Castiglia                     |                                                   |  |  |       |  |  |                          |  |  |                         |  |
|                                            | Alfonso XI di Castiglia | Costanza del Portogallo                        |                                                   |  |  |       |  |  |                          |  |  |                         |  |
| Pietro I di Castiglia                      | Alfonso XI di Castiglia |                                                |                                                   |  |  |       |  |  |                          |  |  |                         |  |
|                                            |                         | Maria del Portogallo, regina di Castiglia      | Alfonso IV del Portogallo                         |  |  |       |  |  |                          |  |  |                         |  |
|                                            |                         | Maria del Portogallo, regina di Castiglia      | Alfonso IV del Portogallo                         |  |  |       |  |  |                          |  |  |                         |  |
|                                            |                         | Maria del Portogallo, regina di Castiglia      | Beatriz de Castilla y Molina                      |  |  |       |  |  |                          |  |  |                         |  |
| Costanza di Castiglia                      |                         | Maria del Portogallo, regina di Castiglia      |                                                   |  |  |       |  |  |                          |  |  |                         |  |
|                                            |                         | Juan García de Padilla, I Signore di Villagera | Garcia de Padilla                                 |  |  |       |  |  |                          |  |  |                         |  |
|                                            |                         | Juan García de Padilla, I Signore di Villagera | Garcia de Padilla                                 |  |  |       |  |  |                          |  |  |                         |  |
|                                            |                         | Juan García de Padilla, I Signore di Villagera | Leonor de Vera                                    |  |  |       |  |  |                          |  |  |                         |  |
| Maria di Padilla                           |                         | Juan García de Padilla, I Signore di Villagera |                                                   |  |  |       |  |  |                          |  |  |                         |  |
|                                            |                         | María Fernández de Henestrosa                  | Fernán Gonzalez de Henestrosa, señor de Alcañices |  |  |       |  |  |                          |  |  |                         |  |
|                                            |                         | María Fernández de Henestrosa                  | Fernán Gonzalez de Henestrosa, señor de Alcañices |  |  |       |  |  |                          |  |  |                         |  |
|                                            |                         | María Fernández de Henestrosa                  | Aldonza Ramírez de Silva                          |  |  |       |  |  |                          |  |  |                         |  |
|                                            |                         | María Fernández de Henestrosa                  |                                                   |  |  |       |  |  |                          |  |  |                         |  |